# Риторика знищення Ізраїлю в іранській політиці

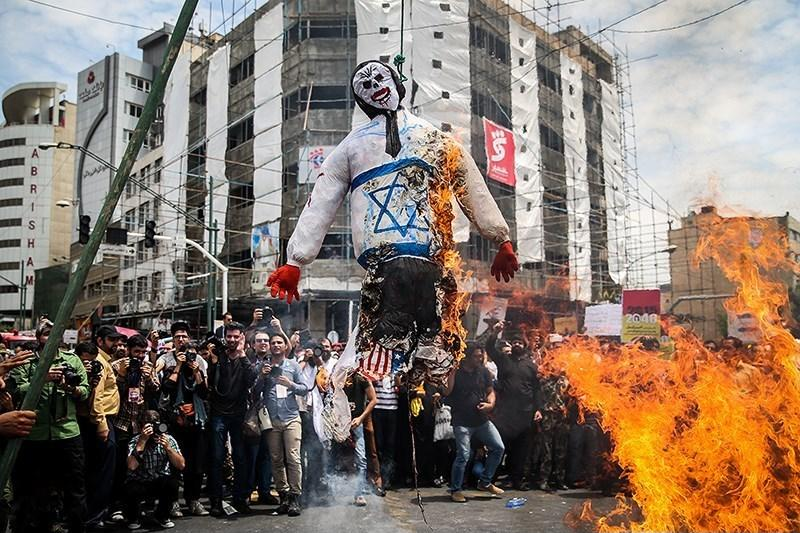
Святкування Дня Кудса в Тегерані у 2016 році

«Знищення Ізраїлю» в іранській політиці стосується кампанії Ісламської Республіки Іран, спрямованої на знищення Ізраїлю як єврейського утворення. Ця позиція сформувалася після Ісламської революції 1979 року, яка змінила ставлення Ірану до Ізраїлю: з близького партнера за династії Пехлеві він перетворився на головного ідеологічного супротивника. Аятола Рухолла Хомейні, засновник Ісламської Республіки, засудив Ізраїль як нелегітимний «сіоністський режим» і розірвав дипломатичні відносини. З того часу ця позиція закріпилася в офіційній риториці, військових програмах, державній освіті та символічних заходах, таких як День Кудс.
Заперечення легітимності Ізраїлю залишалося незмінним як за жорсткої, так і за поміркованої іранської влади. Вищі керівники Рухолла Хомейні та Алі Хаменеї неодноразово називали Ізраїль «раковою пухлиною» і публічно закликали до його ліквідації. Навіть реформістські лідери та помірковані священнослужителі підтримували цю позицію. Хоча іранський режим стверджує, що його опозиція спрямована проти сіонізму, а не проти євреїв чи юдаїзму, офіційна пропаганда часто стирає цю відмінність, часом включаючи заперечення Голокосту та використовуючи антисемітські штампи.
Антиізраїльська політика Ірану реалізується через централізовану інституційну структуру, очолювану канцелярією Вищого керівника та Корпусом вартових Ісламської революції (КВІР). Оперативна діяльність значною мірою здійснюється через мережу союзних недержавних суб'єктів, включно з «Хезболлою» в Лівані, хуситами в Ємені, ХАМАСом та «Палестинським ісламським джихадом» на палестинських територіях, а також іншими афілійованими групами. Ці організації отримують постійну іранську підтримку у вигляді фінансування, зброї та навчання, і в сукупності іранські офіційні особи називають їх «Віссю опору». Ця іранська проксі-мережа діє на кількох фронтах, створюючи екзистенційну загрозу для Ізраїлю за допомогою асиметричного конфлікту. Крім того, заяви високопоставлених посадових осіб і ворожість режиму щодо Ізраїлю привели багатьох спостерігачів до висновку, що ядерні амбіції Ірану є частиною ширшої стратегії зі знищення Ізраїлю.

## Заяви іранського керівництва
Колись стратегічні партнери, Іран та Ізраїль різко розірвали відносини з Ісламською революцією 1979 року, коли Ісламська Республіка припинила зв'язки та оголосила єврейську державу головним ідеологічним противником. Відтоді мета ліквідації Ізраїлю як єврейської держави залишається центральним стовпом підходу Ірану до регіональних справ. Аятола Рухолла Хомейні, засновник і Верховний керівник Республіки, назвав Ізраїль «Малим Сатаною», на противагу ярлику «Великий Сатана», закріпленому за Сполученими Штатами. Іранські лідери різних поколінь, від Хомейні та його наступника аятоли Алі Хаменеї до високопоставлених чиновників, воєначальників та державних ЗМІ, послідовно використовували риторику, що закликає до знищення Ізраїлю або передбачає його крах.

### Вищий керівник Рухолла Хомейні
Вищий керівник Рухолла Хомейні неодноразово називав Ізраїль «раковою пухлиною» та «раковою залозою». Коли його запитали про надання фінансової підтримки палестинським моджахедам, Хомейні відповів: «Це обов'язок… Це важливо для скасування невірних сіоністів, які є ворогами людства».

### Верховний лідер Алі Хаменеї

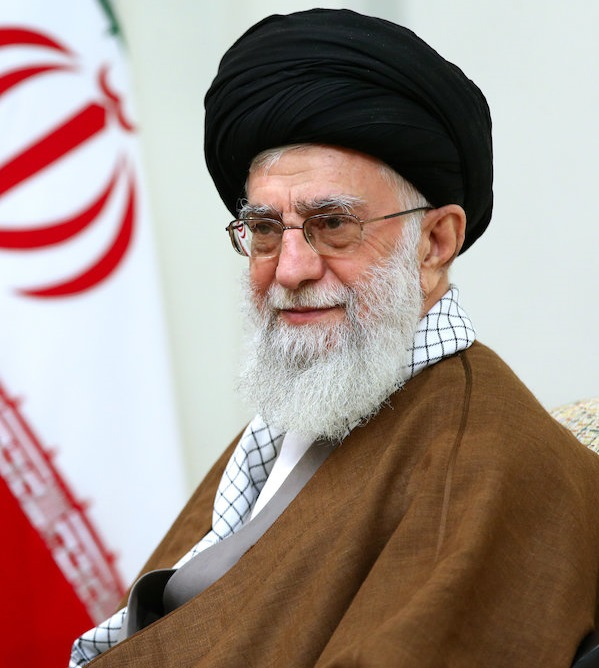
Верховний керівник Алі Хаменеї назвав Ізраїль «злоякісною раковою пухлиною», яка має бути «видалена та викорінена»

У 2013 році Вищий керівник Ірану аятола Алі Хаменеї назвав Ізраїль країною, «приреченою на провал і знищення», «нелегітимним режимом», очолюваним «недоторканними скаженими псами», додавши, що їхніх лідерів «не можна назвати людьми, вони подібні до тварин». 9 вересня 2015 року він заявив: «Дасть Бог, через 25 років не буде сіоністського режиму. По-друге, протягом цього періоду дух боротьби, героїзму та джихаду постійно триматиме вас у занепокоєнні».
У проповіді, виголошеній у п'ятницю в лютому 2012 року, Хаменеї назвав Ізраїль «раковою пухлиною» та пообіцяв підтримку Ірану будь-якій групі чи нації, що протистоїть йому. У 2018 році Хаменеї назвав Ізраїль «злоякісною раковою пухлиною», яка має бути «видалена та викорінена». Два роки потому, під час телезвернення з нагоди Дня Кудс у травні 2020 року, він повторив це висловлювання, назвавши Ізраїль «смертоносним, раковим утворенням і шкодою для цього регіону», і заявив, що «він, безсумнівно, буде викорінений і знищений».
3 жовтня 2023 року, всього за чотири дні до того, як підтримуваний Іраном ХАМАС розпочав вторгнення в Ізраїль, Хаменеї виголосив промову в Тегерані, в якій підтвердив прихильність Ісламської Республіки знищенню Ізраїлю. Хаменеї заявив, що Ізраїль «помре від [своєї] люті», підтвердив опис аятоли Хомейні Ізраїлю як «раку» і завершив промову словами: «Цей рак безперечно буде викорінений, дасть Бог, руками палестинського народу і сил опору по всьому регіону». 24 травня 2024 року Алі Хаменеї заявив на зустрічі з лідером ХАМАСу Ісмаїлом Ханією: «Божественна обіцянка знищити сіоністське утворення буде виконана, і ми побачимо день, коли Палестина відродиться від річки до моря».

### Президенти

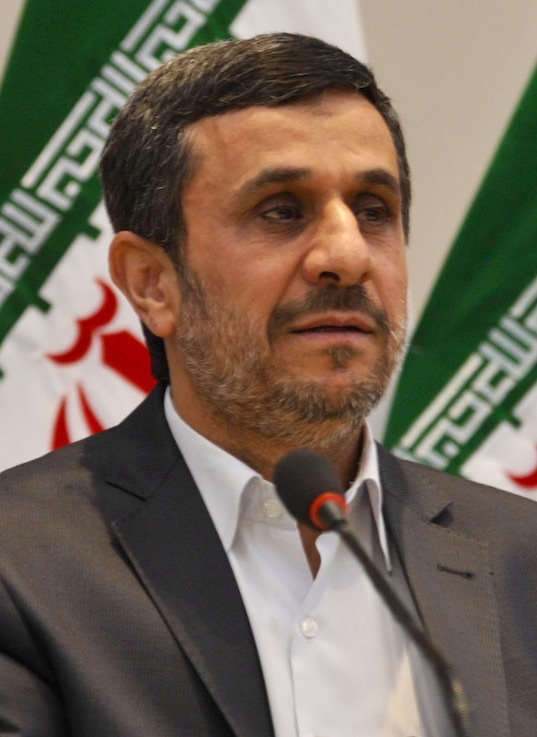
Президент Махмуд Ахмадінежад закликав «стерти Ізраїль з лиця землі»

Колишній президент аятола Акбар Хашемі Рафсанджані, якого часто називають політичним поміркованим, заявив, що підрив одного ядерного заряду на території Ізраїлю «знищить усю країну».
У 2006 році на конференції «Світ без сіонізму» тодішній президент Махмуд Ахмадінежад процитував аятолу Хомейні, який закликав до того, щоб Ізраїль був «стертий з лиця землі», що також перекладається як «стертий зі сторінок історії». Він також оголосив Голокост міфом, заявивши: «Вони створили міф під назвою Голокост і вважають його вищим за Бога, релігію та пророків». У 2007 році він сказав: «З волі Божої, ми станемо свідками знищення цього режиму в найближчому майбутньому».
24 листопада 2018 року, під час щорічної конференції з ісламської єдності, експрезидент Хасан Рухані, зазвичай відомий більш поміркованою риторикою, назвав Ізраїль «раковою пухлиною» та «фальшивим режимом», створеним західними державами для обслуговування їхніх інтересів на Близькому Сході.
У листопаді 2023 року тодішній президент Ібрагім Раїсі сказав: «Я сподіваюся, що Бог звільнить Палестину якомога швидше, і ми станемо свідками останніх моментів існування Ізраїлю та відсвяткуємо його кінець».

### Військові командири
Ходжатолеслам Алі Ширазі, представник Верховного керівника Алі Хаменеї в Корпусі вартових ісламської революції (КВІР) Ірану, заявив у 2013 році: «Сіоністський режим скоро буде знищений, і це покоління стане свідком його знищення».
У 2014 році Хоссейн Саламі, тодішній заступник командувача КВІР, виступив із серією агресивних заяв проти Ізраїлю. В одній із промов він погрожував прямою відплатою, заявивши: «Ми переслідуватимемо вас [ізраїльтян] будинок за будинком і помстимося за кожну краплину крові наших мучеників у Палестині, і це відправна точка пробудження ісламських націй до вашої поразки». В іншій заяві він стверджував, що «сіоністський режим повільно стирається з лиця землі», і передбачив, що «скоро на планеті Земля не буде такого поняття, як сіоністський режим».
У 2014 році Хоссейн Шейхолеслам, тодішній генеральний секретар іранського Комітету підтримки палестинської інтифади, заявив, що «питання знищення Ізраїлю є важливим, незалежно від методу», і підкреслив, що Іран буде «реалізовувати стратегію імама Хомейні та Лідера [Хаменеї] щодо питання знищення сіоністів». Шейхолеслам попередив, що «регіон не буде спокійним, доки в ньому існує Ізраїль».
Після атак ХАМАСу на Ізраїль 7 жовтня, у жовтні 2023 року заступник головнокомандувача Корпусу вартових ісламської революції (КВІР) Алі Фадаві заявив, що «удари фронту опору по сіоністському режиму триватимуть доти, доки ця „ракова пухлина“ не буде стерта з карти світу».

### Видатні священнослужителі
Ахмад Аламолхода, видатний іранський священнослужитель і член Ради експертів, заявив у 2013 році, що «знищення Ізраїлю — це ідея Ісламської революції в Ірані та один зі стовпів іранського ісламського режиму». Він оголосив: «Ми не можемо стверджувати, що не маємо наміру воювати з Ізраїлем».
Аятола Хусейн-Алі Монтазері, колись призначений наступником Хомейні, а потім прихильник реформаторського руху, згадував, як казав делегації реформістських парламентаріїв, що, згідно з Кораном 7, іудеї сіонізму страждатимуть від мук і злиднів до Судного дня. Він також процитував хадис XVII століття з Біхар аль-Анвар, у якому імам Джафар ас-Садик, як повідомляється, тричі говорив, що ті, хто зрештою винищить євреїв, будуть «людьми Кума», маючи на увазі іранське шиїтське духовенство.
У 2010 році Мохаммад Хасан Рахіміан, представник Хаменеї у Фонді Мостазафан, заявив, що Іран має ракетний потенціал, який дозволить йому «замінити Ізраїль цілком великим Голокостом».
Аятола Мохаммад Мусаві-є Боджнурді, старший юрист, відомий своїм зв'язком з реформістським і «Зеленим рухом» Ірану, заявив, що «для дружніх відносин з Ізраїлем немає місця».

## Військова доктрина та стратегія

### Вісь опору

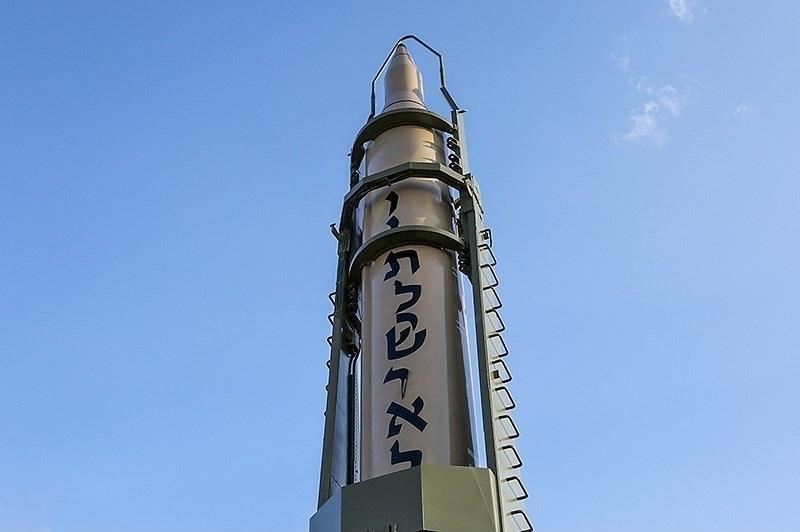
На іранській балістичній ракеті «Гадр», виставленій в Ісфахані, івритом викарбувані слова «Смерть Ізраїлю»

Так звана «Вісь опору» Ірану стосується його стратегічного альянсу з регіональними недержавними акторами, включаючи «Хезболлу» в Лівані, ХАМАС та «Палестинський ісламський джихад» на палестинських територіях, а також рух хуситів у Ємені. Ці групи отримують постійну іранську підтримку у вигляді зброї, фінансування та навчання. На думку аналітика Афшона Остовара, мета цієї мережі — створити для Ізраїлю довгострокову екзистенційну загрозу, «повільно удушуючи» його за допомогою серії «дедалі руйнівніших, безперспективних воєн».
Іран таємно підтримував теракти-самогубства, спрямовані проти ізраїльських цивільних осіб. Атака ХАМАСу на Ізраїль 7 жовтня, внаслідок якої загинуло близько 1200 осіб, здебільшого цивільних, і викрадено 250 заручників, була, принаймні частково, продуктом стратегії Ірану. Згідно з повідомленням The Wall Street Journal, що посилається на високопоставлених членів ХАМАСу та «Хезболли», КВІР допоміг спланувати напад і дав добро під час зустрічі 2 жовтня в Бейруті. Повідомляється, що перед нападом близько 500 бойовиків ХАМАСу та «Палестинського ісламського джихаду» пройшли навчання в Ірані під наглядом Сил «Кудс» КВІР. За даними The Washington Post, напад стався «за ключової підтримки [Ірану], який надав військову підготовку та матеріально-технічну допомогу, а також десятки мільйонів доларів на зброю». Після вбивства лідера ХАМАСу Ях'ї Сінвара під час ізраїльської операції в середині жовтня 2024 року в Тегерані з'явилася нова фреска з написом «Буря Сінвара продовжиться», що відсилає до «Бурі Аль-Акса» — назви, яку ХАМАС використовував для своїх атак 7 жовтня.

### Ядерна програма
Знищення Ізраїлю часто називається однією з кількох стратегічних цілей, що стоять за ядерними амбіціями Ірану. Сполучені Штати стверджують, що Іран, який володіє ядерним потенціалом, ймовірно, використає свої можливості для спроби знищення Ізраїлю.

### Ракетна програма
Іран наніс на деякі свої ракети вітчизняного виробництва напис івритом, що означає «Ізраїль має бути стертий». Частина цих ракет, як повідомляється, була передана Росії для використання в її вторгненні в Україну.

## Пропаганда, символізм та ідеологічні повідомлення

### День Кудс

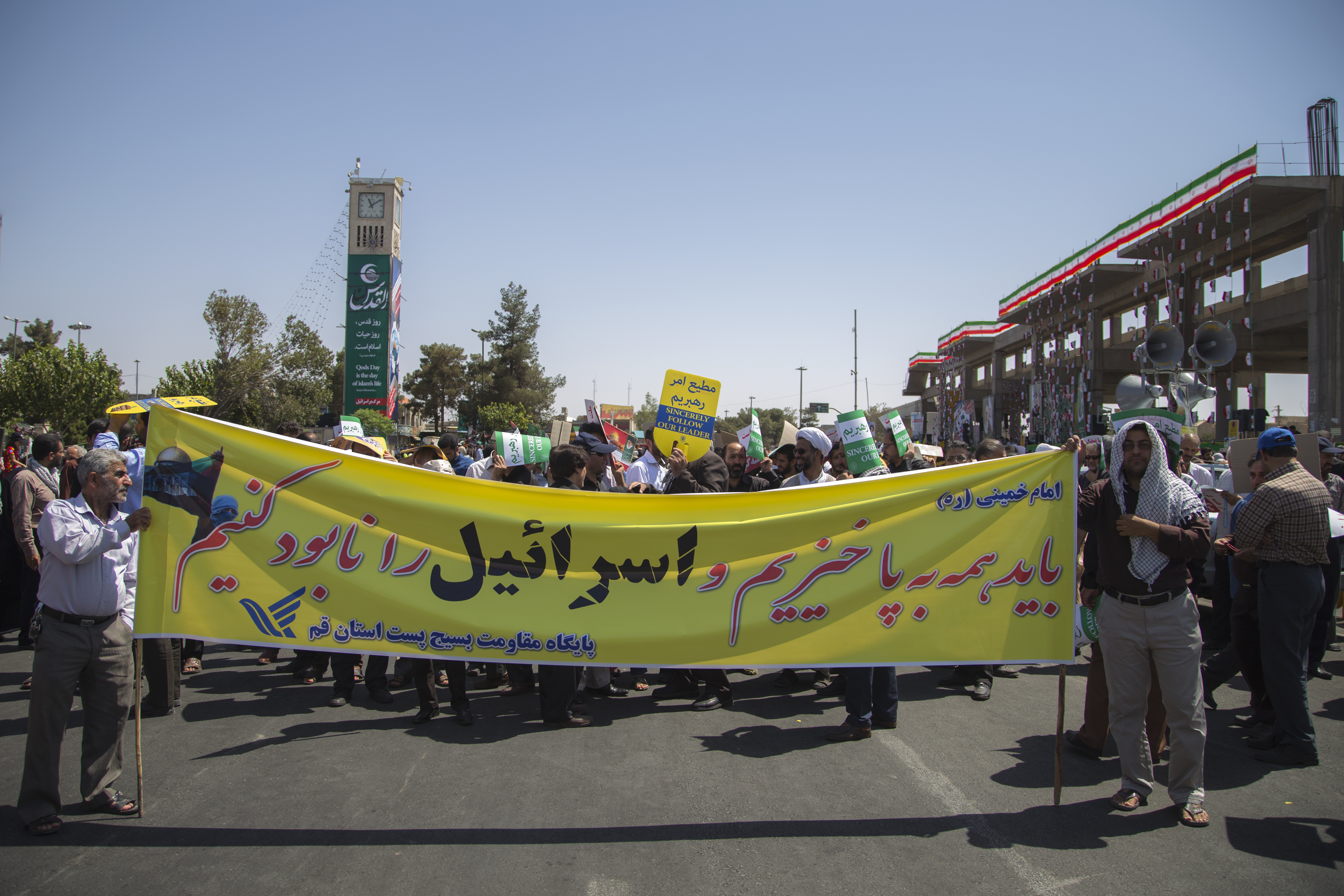
Учасники параду в День Кудс у Кумі тримають плакат із цитатою Хомейні: «Ми всі повинні повстати і знищити Ізраїль»

День Кудс, заснований аятолою Хомейні, щорічно відзначається в останню п'ятницю Рамадану і чітко призначений для сприяння мусульманській солідарності проти Ізраїлю. Високопоставлені священнослужителі, включаючи аятолу Макарема Ширазі, охарактеризували участь у Дні Кудс як форму релігійного поклоніння, покликану «зміцнити кільце, що пов'язує мусульман світу», і показати, що суніти й шиїти єдині в основних питаннях.

### Годинник зворотного відліку до знищення Ізраїлю
У 2017 році в Тегерані встановили цифровий таймер зворотного відліку, що символізує прихильність Ірану до знищення Ізраїлю. Годинник розташований на площі Палестини, видному громадському місці в іранській столиці. Він запрограмований відлічувати 25 років з моменту заяви Хаменеї у 2015 році, в якій він передбачив, що Ізраїль припинить своє існування протягом чверті століття.

### Публічні гасла та ритуалізована мова

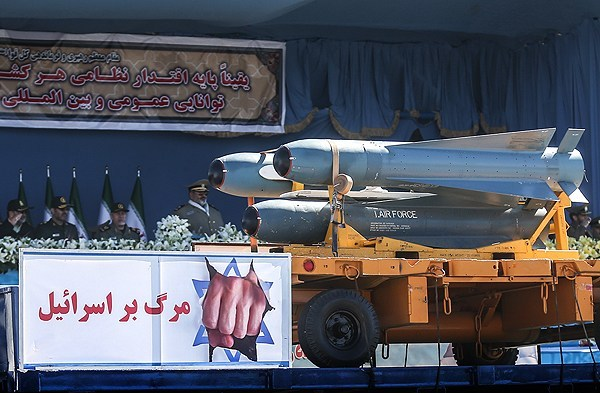
Слова «Смерть Ізраїлю» перською мовою, відображені на параді на честь Дня Армії, 2016 рік

«Смерть Ізраїлю», разом зі «Смерть Америці», протягом понад чверті століття є одним із найпоширеніших та універсальних гасел в офіційному Ірані. В усній формі ці гасла є найпопулярнішим способом вираження схвалення в офіційному Ірані та часто прищеплюються громадянам у молодому віці, глибоко вкорінюючись у їхній свідомості.
Заклик до завоювання Єрусалима (і, як наслідок, до знищення Ізраїлю) зображується як об'єднуючий джихад, який міг би відвернути сунітську опозицію від шиїтського Ірану. Ця стратегія позиціонує Іран як авангард глобального ісламського опору.

### Теорії змови
Вищий керівник аятола Хаменеї заявив студентам університетів, що Ізраїль створили західні держави з явною метою запобігти єдності серед мусульманських держав. Аятола Махмуд Хашемі-Шахруді, колишній голова судової влади Ірану, стверджував, що «расистський, антилюдський» сіонізм «поневолив усі народи світу», і звинуватив мусульманські держави у співпраці із сіоністською змовою «єврейської державності» з метою розділення ісламського світу. Депутат іранського парламенту Емад Афрог стверджував, що «єврейські рабини» були відповідальні за відхід шейха Юсуфа аль-Карадаві від його колишньої поміркованості стосовно шиїтів. Командувач ВМС КВІР Аліреза Тангсірі у 2022 році заявив, що саудівські правителі походять від євреїв Медини та Хайбару, ворогів пророка Мухаммеда.
Іранські ЗМІ, включно з виданнями, пов'язаними з реформістською фракцією, звинувачували ізраїльську розвідку в спробах підірвати шиїтські релігійні ритуали та посіяти міжконфесійну ворожнечу. В одному з прикладів 2019 року стверджувалося, що Моссад навчав ізраїльських євреїв як маддахан (ритуальних плакальників), щоб ті проникали на жалобні зібрання в Ірані та навмисно вводили аудиторію в оману, спонукаючи її до проклять або богохульства.

### Державні конференції
У період з 2011 по 2021 рік іранські установи організували десятки ідеологічно мотивованих конференцій з провокаційними назвами, такими як «Сіонізм і хвороба SARS», «Геноцид у Руанді та в Газі» (де лише один доповідач говорив про Руанду, а решта п'ятнадцять зосередилися на Газі) та «Юдаїзм і Голлівуд: диявольська змова», демонструючи прагнення режиму пов'язати сіонізм із глобальними бідами. Ці заходи, хоча часто і погано відвідувані, публічно подаються як великі інтелектуальні зібрання, при цьому державні ЗМІ описують напівпорожній зал як «немає вільних місць» на конференції під назвою «Єврейське коріння MI-6».

## Академічні оцінки
Ефраїм Карш, британсько-ізраїльський історик близькосхідної політики, охарактеризував позицію Ірану щодо Ізраїлю як геноцидну.
На думку американського вченого Афшона Остовара, кампанія Ірану проти Ізраїлю, покликана створити екзистенційну загрозу для Ізраїлю, є «єдиним найбільш дестабілізуючим конфліктом на Близькому Сході» і несе «найбільший потенціал для виникнення ширшої регіональної війни».
Ізраїльський сходознавець та іраніст, доктор наук, професор Володимир Месамед зазначає, що гасло «Смерть Ізраїлю!» стало в Ірані неодмінним атрибутом будь-якого політичного заходу незалежно від того, чи пов'язаний він з єврейською державою.
Американський журналіст Джеффрі Голдберг стверджував, що якщо Іран придбає ядерну зброю, він, ймовірно, активізує свої зусилля зі знищення Ізраїлю під захистом ядерного стримування, що призведе до потенційно катастрофічних наслідків.

## Реакція

### Внутрішня іранська критика

#### Інтелектуали та вчені
Садег Зібакалам, почесний професор політології Тегеранського університету, часто виступав проти агресивної політики режиму. У своїх зауваженнях він зазначає, що іранська громадськість, особливо молоде покоління, втрачає інтерес до палестинського питання і навіть висловлює підтримку таким фігурам, як Біньямін Нетаньяху та Дональд Трамп. Ця підтримка не виникає зі згоди з їхньою політикою, а скоріше з опозиції іранському режиму та його підтримці таких груп, як ХАМАС та «Хезболла». Через свої заяви Зібакалам відбув 18-місячний тюремний термін і станом на березень 2025 року знову перебував під слідством з перспективою подальшого тюремного ув'язнення.

#### Політики
Абдолла Нурі, видатний священнослужитель і колишній міністр внутрішніх справ, був засуджений до п'яти років тюремного ув'язнення в 1999 році (що зробило його найвисокопоставленішим чиновником Ісламської Республіки, ув'язненим після революції), як повідомляється, крім інших звинувачень, за відкрите оспорювання доктрини Хомейні про те, що Ізраїль має бути знищений.

#### Громадська критика Дня Кудса
Останніми роками День Кудса піддається широкій критиці з боку іранських громадян, особливо в соціальних мережах. Згідно з квітневим звітом Iran International, багато іранців вважають щорічний захід неактуальним політичним ритуалом, відірваним від важких соціальних та економічних реалій країни. Один з опитаних заявив: «Люди більше не приймають Ісламську Республіку або її День Кудса», звинувачуючи уряд у лицемірстві, в той час як населення страждає від санкцій і поганого управління.

### Реакція єврейських релігійних діячів
Після Іранської революції 1979 року єврейські релігійні лідери висловили занепокоєння з приводу потенційних наслідків політики нової Ісламської Республіки для Ізраїлю та єврейських громад у регіоні. Так, рабин Менахем Мендл Шнеєрсон, відомий як Любавицький Ребе, попереджав, що іранський виклик послабить вплив США, змушуючи їх шукати підтримки арабських країн, що створить загрозу для безпеки Ізраїлю. Він також висловив тривогу за безпеку єврейської громади в Ірані та виступив за всезагальний день посту і молитви.

## Галерея

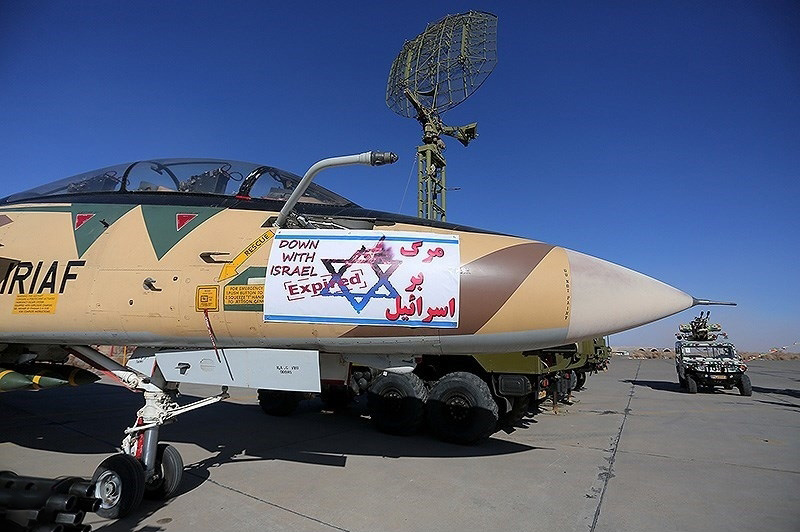
Іранський винищувач F-14 Tomcat, виставлений в Ісфахані, з написом «Смерть Ізраїлю» поряд зі словом «Прострочений» (2019)
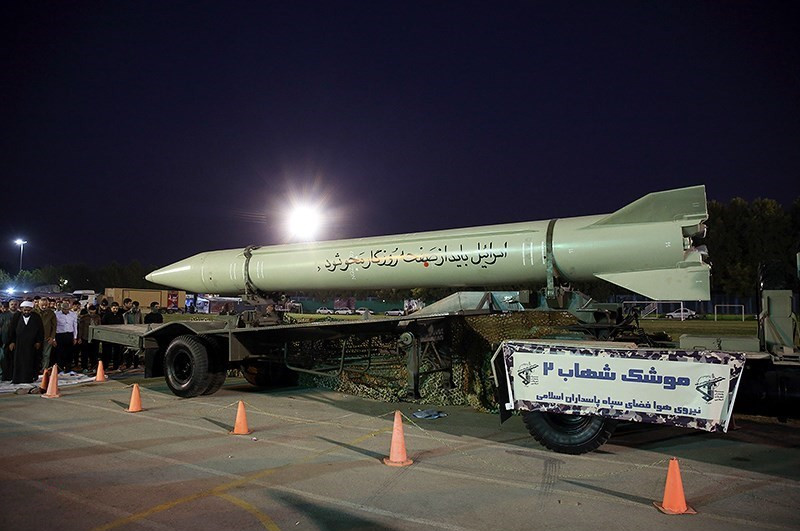
«Ізраїль має бути стертий з лиця землі», викарбуваний на ракеті «Шахаб-2», виставленій у Мешхеді (2019)
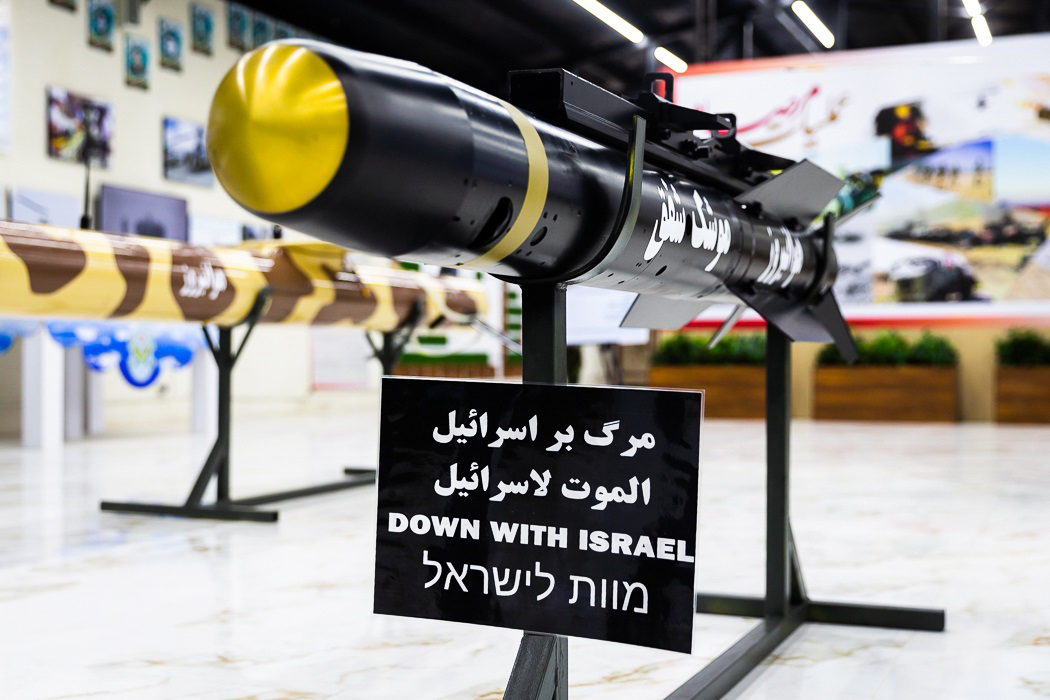
Фраза «Смерть Ізраїлю», відображена чотирма мовами (супроводжувана пом'якшеним англійським перекладом «Геть Ізраїль») у Музеї армійської авіації Ірану (2019)
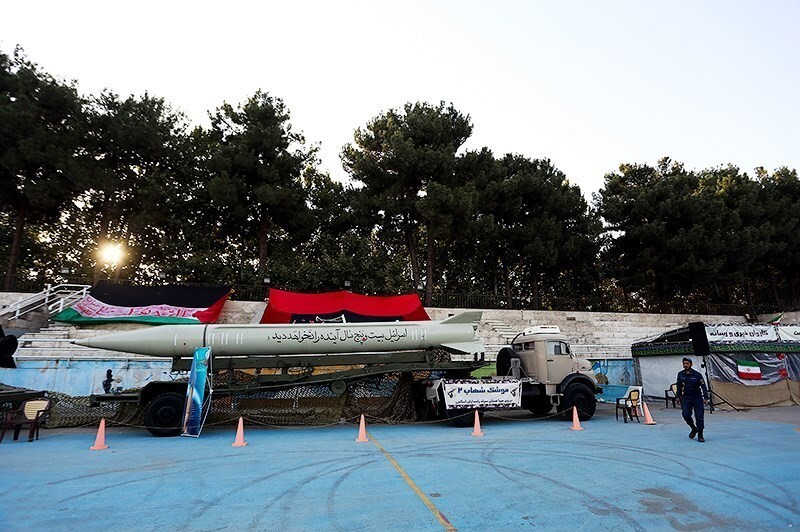
«Ізраїль не проіснує довше п'яти років» — гасло, викарбуване на ракеті під час виставки "Тижня священної оборони" в Мешхеді (2019)
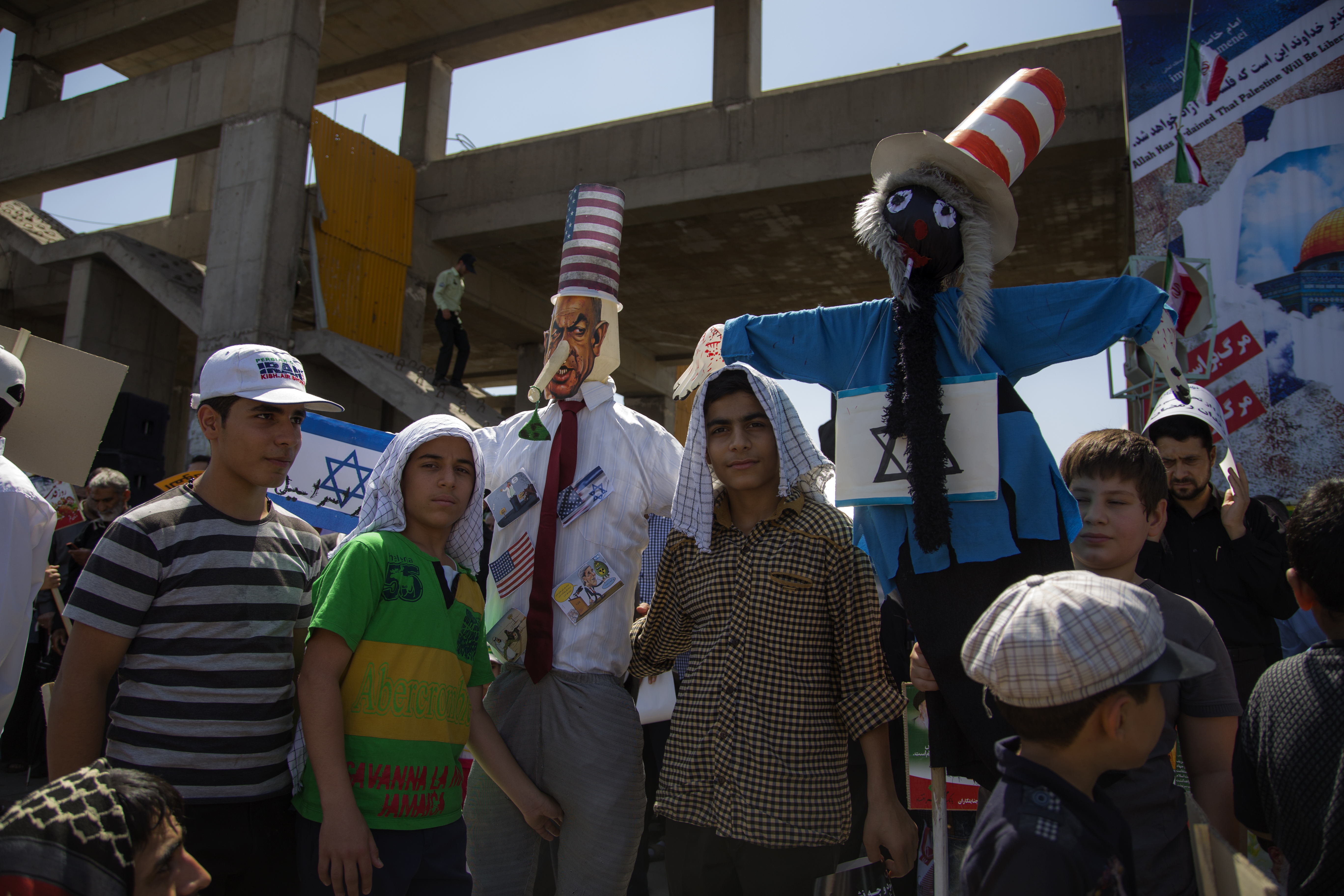
Діти позують з опудалом прем'єр-міністра Ізраїлю Біньяміна Нетаньяху під час параду в День Кудс у Кумі (2015)
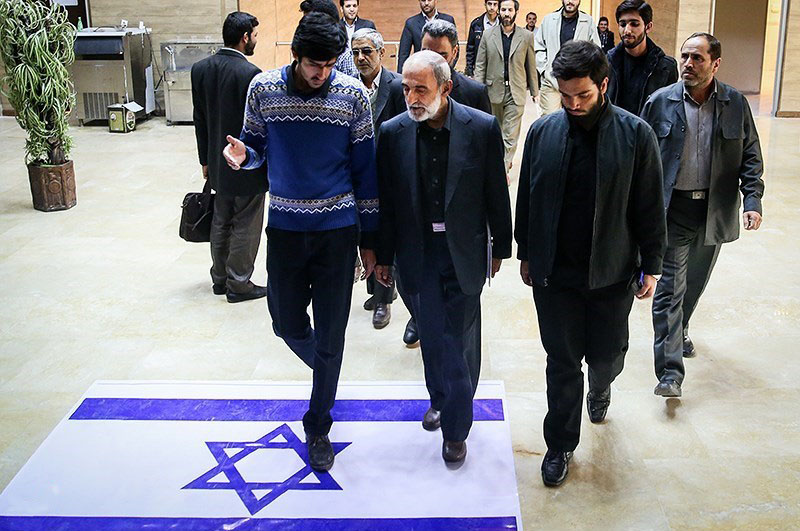
Хоссейн Шаріатмадарі, редактор іранської газети «Кайхан», наступає на ізраїльський прапор у Технологічному університеті імені Аміра Кабіра (2015)